# Разинський Борис Давидович
Бори́с Дави́дович Рази́нський (нар. 12 липня 1933, м. Люберці, Московська область, РРФСР — 6 серпня 2012, Москва) — колишній радянський футболіст та тренер, що виступав на позиції воротаря та нападника. Чемпіон літніх Олімпійських ігор (1956). Заслужений майстер спорту СРСР (1989). Єдиний єврей, що коли-небудь ставав Олімпійськими чемпіоном з футболу.

## Ранні роки
Батько Бориса — Давид Михайлович Разинський — був військовим льотчиком, що й призвело до «кочового» способу життя сім'ї, у якій виріс хлопець. Під час німецько-радянської війни юного Бориса було евакуйовано до містечка Болотне, яке розташоване у Новосибірській області. Саме там він і почав вперше грати у футбол. Зрозуміло, що нормальних умов для занять цим видом спорту годі було й очікувати — хлопцям доводилося грати м'ячем, набитим ганчір'ям.
По завершенню війни Разинський почав виступати за юнацьку команду «Харчовик» з Тули, а, завершивши навчання у школі, вступив до Московського інституту фізичної культури, та вирушив підкорювати столицю.

## Клубна кар'єра
Після закінчення інституту Борис Разинський потрапив до ЦДСА, вперше опинившись у команді майстрів. Однак в кінці 1952 року клуб було розформовано через провал збірної СРСР (костяк якої складали саме московські «армійці») на Олімпійських іграх в Гельсінкі. Молодий голкіпер певний час тренувався з командою міста Калінін, зігравши навіть декілька матчів у дублюючому складі клуба, а 1953 рік провів у московському «Спартаку», де йому нарешті випала нагода дебютувати на найвищому рівні.
З 1954 по 1961 рік Разинський знову займає місце у воротах новоствореного ЦСКА. Разом з клубом стає призером чемпіонату СРСР та володарем Кубка країни. Проте зоряним часов голкіпера стали літні Олімпійські ігри 1956 року у Мельбурні. Незважаючи на те, що Разинський провів у складі збірної на Іграх лише один матч, перебуваючи в тіні видатного Яшина, його повноправно можна вважати співтворцем успіху радянського футболу в Австралії. На той час Борис Давидович вважався одним з найкращих голкіперів Союзу, постійно потрапляв до списків найкращих футболістів сезону, викликався до національної збірної СРСР.
Однак у 1961 році через конфлікт з Костянтином Бєсковим, який очолював армійців на той час, Разинського було відраховано з команди з формулюванням «втрата зору», хоча за словами самого футболіста жодних проблем подібного характеру він не мав аж до старості (втім, деякі журналісти ще довго помилково посилалися у своїх матеріалах на цей сфальсифікований діагноз). Борису Давидовичу дозволили перейти до московського «Спартака» у розпал сезону, попри те, що він був заграний у складі ЦСКА. Проте у новій команді Разинський основним голкіпером так і не став, провівши на полі лише декілька матчів. Спочатку його було віддано до «Даугави», що проводила товариське турне Польщею, а потім досвідчений воротар опинився у київському «Динамо».
Київський етап кар'єри виявився доволі нетривалим, проте яскравим. Розпочався він з турне Англією, де Разинський, несподівано навіть для себе, став основним голкіпером команди. Вміла гра радянського воротаря привернула увагу керівництва бірмінгемської «Астон Вілли», президент якої особисто запропонував Борису Давидовичу перейти до його клубу. Однак, побоюючись реакції влади, що розцінила б цей вчинок як зраду Батьківщині, Разинський відмовився від пропозиції, яка могла б змінити усе його життя.
Догравши сезон у Києві, Борис Разинський вирушив до Одеси, де його вже чекали у місцевому «Чорноморці», транзитом через який він опинився у московській команді «Серп і Молот», а пізніше став граючим головним тренером команди Південної групи військ, що знаходилася у Будапешті. Однак потяг до великого футболу був сильнішим за інші фактори, і у 1966 році Разинський пристає до лав СКА (Одеса).
Наступного року Бориса Давидовича було призначено головним тренером липецького «Металурга». Через брак сильних гравців у атаці Разинський був змушений сам зайняти місце нападника і продемонстрував феноменальну результативність, ставши найкращим бомбардиром команди. Після підвищення клубу у класі він все рідше з'являвся на полі, однак одного разу відзначитися все ж зумів.
У 1969 році Разинський перейшов до однієї з найбагатших команд радянського футболу — команду колгоспа «Політвідділ» (Ташкентська область). Більшість сезону Борис Давидович провів, захищаючи ворота, однак іноді все ж виходив на поле як польовий гравець і навіть встиг відзначитися забитим м'ячем.
Після цього у кар'єрі уславленого радянського голкіпера були ризька «Даугава», єреванський «Арарат» (у складі якого Разинський знову зміг відчути присмак виступів у найвищому дивізіоні), «Волга» з Горького та любительський клуб «Граніт» (Тетюхе), де Борис Давидович вже остаточно закінчив кар'єру футболіста у віці 40 років.

## Виступи у збірній
Борис Разинський провів у складінаціональної збірної СРСР 3 поєдинки, дебютувавши у матчі проти збірної Франції 23 жовтня 1955 року. На той час Борис Давидович був гравцем московського ЦСКА. У складі олімпійської збірної СРСР Разинський виходив на поле 4 рази, не враховуючи матч проти збірної Індонезії у чвертьфіналі Олімпійських ігор у Мельбурні, який пішов у залік матчів за національну збірну.
| 01. | 23.10.1955 | СРСР      | «Динамо», Москва         | СРСР — Франція   | 2-2 | Товариський матч   | -2 |  |  |
| 02. | 23.05.1956 | СРСР      | «Динамо», Москва         | СРСР — Данія     | 5-1 | Товариський матч   | -1 |  |  |
| 03. | 01.12.1956 | Австралія | «Олімпік Парк», Мельбурн | Індонезія — СРСР | 0-4 | 1/4 фіналу ОІ-1956 |    |  |  |

## Кар'єра тренера
До тренерської роботи Борис Разинський приступив, будучи ще гравцем. Першим клубом, який він очолив стала команда Південної групи військ з Будапешту, потім Разинський тренував липецький «Металург» та аматорський клуб «Граніт» з Тетюхе, був начальником команди вітебської «Двини», входив до тренерського штабу московського ЦСКА та селекційного відділу ризької «Даугави».
У 1978 році Микита Симонян запропонував Борису Давидовичу обійняти посаду адміністратора збірної СРСР. Однак трохи згодом В'ячеслав Колосков зазначив, що збирати потні футболки за гравцями — справа не гідна олімпійського чемпіона, та запропонував Разинському вступити до Вищої школи тренерів. Однак керівництво клубів критично ставилося до того, щоб запровадити у своїй структурі посаду тренера по роботі з воротаря, тож Разинському раз-пораз відмовляли у працевлаштуванні, хоча він мав диплом тренера з футболу.
Тривалий час Борис Давидович не міг знайти роботу, що була б пов'язана з футболом, тож протягом п'яти років працював таксистом та майстром на комбінаті автообслуговування. З 1990 по 1997 рік був начальником команди ветеранів московського «Спартака». У 1992 році його було призначено замісником голови комітета ветеранів РФС. З 1997 року Разинський був офіційним делегатом РФС на матчах чемпіонату Росії.
У 1999 році Денис Лактіонов порекомендував Разинського, як тренера воротарів, представникам корейського клубу «Сувон Самсунг Блювінгз». Вік Бориса Давидовича дещо збентежив корейців і вони запросили його на попередній перегляд, після якого усі сумніви у доцільності співпраці з Разинським відпали — він був саме тим, хто їм потрібен.
Після вояжу до Південної Кореї Борис Давидович деякий час працював у тренерських штабах новоросійського «Чорноморця» та підмосковних «Хімок». У 2001 році навіть певний час був виконуючим обов'язки головного тренера «Чорноморця». Закінчив тренерську кар'єру Разинський у «Волгарі-Газпром» з Астрахані.

## Досягнення
Командні трофеї
 ЦСКА (Москва)
- Бронзовий призер чемпіонату СРСР (3): 1955, 1956, 1958
- Володар Кубка СРСР (1): 1955

 Збірна СРСР
- Олімпійський чемпіон: 1956

Особисті досягнення
- У списках «33 найкращих футболістів СРСР» (3): № 2 (1955, 1956), № 3 (1959)
- Заслужений майстер спорту СРСР (1989)

## Нагороди
- Медаль «За трудову доблесть»
- Медаль ордена «За заслуги перед Вітчизною»

## Стиль гри
Стиль гри Бориса Разинського вирізнявся великою акробатичністю та технічністю. Його гра була переважно побудована на стрибках та вибуховій реакції. Дуже непогано грав у нападі, володіючи відмінним дриблінгом та якостями таранного форварда. Разинський був доволі різностороннім спортсменом (окрім футболу грав у волейбольній команді ЦДСА та стрибав у висоту).

## Сім'я
- Батько — Разинський Давид Михайлович. Військовий льотчик.
- Одружений. У шлюбі має двох дітей — доньку Зою та сина Олександра, що працював суддею республіканської категорії[5] та делегатом РФС на матчах російської Прем'єр-Ліги.